# Bethalus nigrinus
Bethalus nigrinus är en kräftdjursart som först beskrevs av Gustav Budde-Lund 1885.  Bethalus nigrinus ingår i släktet Bethalus och familjen Armadillidae. Inga underarter finns listade i Catalogue of Life.